# Yann Boé-Kane
Yann Boé Kane est un footballeur français né le 5 avril 1991 à Angoulême.  Il évolue au poste de milieu récupérateur.

## Biographie

### Carrière en club
Après avoir été formé dans le Doubs au FC Sochaux-Montbéliard et n'ayant jamais eu sa chance avec l'équipe première, Yann Boé-Kane s'engage au Vannes Olympique Club, alors en National, le 7 juin 2011. Il y gagne rapidement ses galons de titulaire, cependant, il est victime d'une grave blessure, une double fracture tibia-péroné, à la suite d'un duel avec Quentin Boesso lors d'une rencontre en Corse au GFCO Ajaccio le 8 octobre 2011. Il retrouve les terrains le 20 avril 2012, jouant 14 minutes contre Le Poiré-sur-Vie et retrouve petit à petit sa place de titulaire dans l'entre-jeu.
Titulaire à 31 reprises en championnat, il réalise une saison 2012-2013 pleine qui lui ouvre les portes de l'AJ Auxerre et lui permet de découvrir la Ligue 2. Arrivé « sur la pointe des pieds » et « pour apprendre », il enchaine les titularisations à partir de la 17e journée de championnat fin 2013. En mars 2014, Bernard Casoni est limogé et remplacé par Jean-Luc Vannuchi. Il n'entre alors pas dans les plans de ce dernier, ne disputant que 20 minutes de jeu lors de la première partie de saison 2014-2015. Il résilie son contrat pour prendre la direction, le 9 janvier 2015, de la Grèce et rejoint l'Ergotelis Héraklion.
Après seulement six mois en terre hellène et à la suite de la relégation de son club, Boé-Kane effectue son retour en France et retrouve la Ligue 2 en s'engageant en faveur du Red Star.
Il s'engage dès la saison 2016-2017 à l'AC Ajaccio sous la houlette de Olivier Pantaloni.
Lors de la saison 2018-2019, il est avec Johan Cavalli l'un des deux délégués syndicaux de l'UNFP au sein de l'AC Ajaccio.

#### Le Mans FC
Il s'engage avec Le Mans FC en juin 2019.

#### AFC Astra Girgiu
Le 19 janvier 2021, il rejoint le club roumain de l'AFC Astra Giurgiu.

#### Quevilly Rouen
À compter de la saison 2021-2022 il rejoint l'équipe QRM, où il continue sa carrière de milieu de terrain.

## Statistiques

### Parcours professionnel
| Saison                | Club                  | Championnat           | Championnat | Championnat | Coupe nationale | Coupe nationale | Coupe de la Ligue | Coupe de la Ligue | Total | Total |
| Saison                | Club                  | Division              | M.          | B.          | M.              | B.              | M.                | B.                | M.    | B.    |
| 2014-2015             | Ergotelis             | Superleague           | 13          | 1           | 0               | 0               | 0                 | 0                 | 13    | 1     |
| Sous-total            | Sous-total            | Sous-total            | 13          | 1           | 0               | 0               | 0                 | 0                 | 13    | 1     |
| 2015-2016             | Red Star              | Ligue 2               | 27          | 1           | 0               | 0               | 1                 | 0                 | 28    | 1     |
| Sous-total            | Sous-total            | Sous-total            | 27          | 1           | 0               | 0               | 1                 | 0                 | 28    | 1     |
| 2016-2017             | AC Ajaccio            | Ligue 2               | 31          | 0           | 0               | 0               | 0                 | 0                 | 31    | 0     |
| 2017-2018             | AC Ajaccio            | Ligue 2               | 35          | 1           | 1               | 0               | 0                 | 0                 | 36    | 1     |
| 2018-2019             | AC Ajaccio            | Ligue 2               | 35          | 0           | 0               | 0               | 1                 | 0                 | 36    | 0     |
| Sous-total            | Sous-total            | Sous-total            | 101         | 1           | 0               | 0               | 1                 | 0                 | 102   | 1     |
| 2019-2020             | Le Mans FC            | Ligue 2               | 19          | 2           | 2               | 0               | 4                 | 0                 | 25    | 2     |
| Sous-total            | Sous-total            | Sous-total            | 19          | 2           | 2               | 0               | 4                 | 0                 | 25    | 2     |
| Total sur la carrière | Total sur la carrière | Total sur la carrière | 160         | 5           | 0               | 0               | 6                 | 0                 | 166   | 5     |